# BTG (Medizintechnikunternehmen)
BTG (früher British Technology Group) ist ein britisches Unternehmen, das sich auf die Lizenzierung und Vermarktung medizinischer Entwicklungen spezialisiert hat. Die Firma entstand aus der Fusion der National Research Development Corporation und des National Enterprise Board und ist an der Londoner Börse im FTSE 250 Index gelistet.

## Geschichte
Im Jahr 1948 wurde die National Research Development Corporation gegründet, um Entwicklungen staatlich bezuschusster Forschungseinrichtungen zu vermarkten. 1975 wurde das National Enterprise Board zu dem Zweck gegründet,  die Politik der damaligen Regierung, Staatsunternehmen zu privatisieren, umzusetzen. Diese beiden Einrichtungen wurden 1981 zur British Technology Group fusioniert. 1995 ging das Unternehmen an die Londoner Börse. Drei Jahre später – am 27. Mai 1998 änderte das Unternehmen seinen Namen in BTG. Heute ist die Entwicklung und Vermarktung medizinischer Innovationen das Kerngeschäft der BTG.
Seit das Unternehmen 1983 die Vermarktungsrechte der Magnetresonanztomographie erworben hat, wird ein großer Teil des Weltmarktes durch BTG lizenziert.
Im Dezember 2014 wurde die Firma PneumRx übernommen.

## Produkte
Neben Forschungs- und Entwicklungsarbeit stellte das Unternehmen unter anderem folgende Antidote her
- CroFab – Antidot bei Klapperschlangenbissen[6]
- Voraxaze – Mittel zur Reduzierung potentiell toxischer Konzentrationen von Methotrexat im Blut[7]
- DigiFab – Antidot bei Digoxin-Vergiftung[8]